# 勐养湍蛙
勐养湍蛙（学名：Amolops mengyangensis），一种于中华人民共和国云南省景洪市勐养镇发现的两栖动物，隶属于蛙科湍蛙属。
曾被认为是崇安湍蛙(A. chunganensis) 的同物异名，2021年基于分子系统发育和形态数据的研究认为是有效种，且之前记录于西双版纳的崇安湍蛙应为勐养湍蛙。

## 形态特征
勐养湍蛙雄蛙体长39～40毫米，雌蛙体长60毫米左右。皮肤光滑。